# Vitalis Nyberg
Israel Vitalis Nyberg, född 27 november 1883 i Hemberg, Stora Tuna socken, Kopparbergs län, död 17 juni 1916 i Underberg, Stora Tuna socken, var en svensk målare och grafiker.
Han var son till folkskolläraren Anders Nyberg och Johanna Andersdotter. Nyberg studerade vid Konsthögskolan 1903–1908 och följde samtidigt Axel Tallbergs etsningskurs. Han tilldelades den kungliga medaljen 1908. Efter sina studier vistades han en period i Paris innan han återvände till Sverige 1910. Han var verksam som landskapsmålare och utförde några dokumentariska bilder med motiv från Dalälven, han var även verksam som kopist av äldre porträtt för Stora Kopparbergs bergslag. Av hans friare kompositioner märks figurscener med unga flickor. Nyberg gjorde sig känd som en duktig grafiker och utförde bland annat etsningar med ett porträtt av konstnärskollegan Fille Fromén och ett självporträtt i profil. Nyberg är representerad vid Kungliga biblioteket i Stockholm.